# 松尾雅彦
松尾 雅彦（まつお まさひこ、1941年（昭和16年）2月20日 - 2018年（平成30年）2月12日）は、日本の実業家。広島県広島市出身。
カルビー第3代社長。「カルビー中興の祖」。スマート・テロワール（農村自給圏構想）提唱者。

## 来歴

### 若年期
カルビー創業者松尾孝の三男。広島市楠木町（現西区）で生まれる。
1945年8月6日、4歳の時に広島市への原子爆弾投下により被爆。自宅近くで母と一緒に疎開する荷物を積んだ馬車の上にいた（爆心地から1.5km）ものの、両側の家屋が倒壊したことでそれに遮られて助かったという。松尾は被爆後の火の粉で軽い火傷をおったが怪我はそれだけで、三篠橋から旧太田川に入り夕方まで過ごした。母と一緒に筏につかまっていると、貴重品袋に入っていた砂糖が溶けて流れていった様子を鮮明に覚えている、とのちに回想している。
1946年父・孝は宇品陸軍糧秣支廠を買い取り事務所兼工場とした。松尾は広島師範学校付属小学校（現広大附属東雲小学校）2年から工場でキャラメル包装のアルバイトをしていた。1949年父・孝はカルビーの前身である松尾糧食工業を設立するも、1953年不渡りを出す。そこから再スタートとしたのがカルビー製菓（現カルビー）になる。
広島大学附属中学校・高等学校卒業。中高では生徒会長を務めた。次兄でのちにカルビー会長を務めた松尾康二、松尾雅彦がカルビー社長時代に会長を務めた川瀬博之も同高校卒業。
一浪の後、1960年慶應義塾大学法学部に入学する。安保闘争の最中、慶應自治会は覇気がないからと全日本学生自治会総連合のデモに入り大学に行かないようになる。1961年から再び慶應に通う（一浪一留）。そこで慶應自治会委員に選ばれ、大学4年時には全塾自治会委員長に就任した。この大学時代にカルビーでかっぱえびせんが発売され、夏休みに帰って家業を手伝った。卒業間近の1月、慶應初の全学ストが行われ、その余波で卒論を書かずに卒業したという。
当時慶應自治会で活動していたものに栗本慎一郎・中田康雄・野口建彦らがおり、うち栗本は松尾の次に全塾自治会委員長を務めている。3人はのちに松尾を介してカルビーに関わることになる。

### カルビー
1965年、富士急行入社。
そこへかっぱえびせんが本格的に売れ始め首都圏へ販路を拡大しようとしたカルビーは関東に工場を建てることになり、松尾は父・孝から宇都宮へ工場建設用地の視察に行かされそのまま家業に連れ戻されることになり、1967年カルビーに入社する。
父・孝はかっぱえびせん販路拡大のためアメリカで評判になれば東京の流通も動かせるだろうと、1967年ニューヨークで開かれた国際菓子博覧会に出展する。同年11月、松尾はアメリカでのかっぱえびせん販売を目指して渡米し、菓子博でもらった名刺を頼りに企業訪問して回った。そこで松尾はNY卸大手ローレンツシュナイダー社トップのミルトン・ブラウンから半日かかりでスナックビジネスの仕組みを教わった。
1970年取締役、1972年常務取締役就任。カルビーでは仮面ライダースナックやサッポロポテトなどヒット商品が続き、原料ジャガイモが足りなくなったため北海道にマッシュポテト用の工場や貯蔵庫を建設したが、その管理がうまくいかなかった。そこで1975年1月松尾を団長とするアメリカ視察団が組まれ2週間滞在した。帰国後父・孝から突然ポテトチップス販売担当に任命される。同年専務取締役就任。
1975年9月カルビーからポテトチップスが販売される。発売当初は全く売れなかった。そこで松尾は1967年ブラウンから学んだことを思い出し、卸の習慣を変えることを決める。そこでポテトチップスに日本の菓子製品としては初めて製品年月日が刻印されたが、これは松尾のアイデアとされる。その他、CM戦略の変更など整え1976年6月から新体制で売り出すと、爆発的なヒットとなった。
1979年松尾は中田康雄をカルビーに呼び寄せている。1980年、ポテトチップス用ジャガイモの安定供給のためカルビーポテトを設立、代表取締役を兼務する。農工一体の社是のもと、ジャガイモ農家との栽培契約による原料調達の拡大、栽培農家と加工工場との調整を図り生産から加工までの体制を確立するなど、産地改革に挑んだ。
1982年、副社長に就任。実情は、ポテトチップスが売れだした1976年頃から父・孝はジャガイモ研究の方に熱心になり、経営は孝の息子たちへバトンタッチが進んでいたという。1987年、父・孝は社長を引退、長兄・松尾聰が2代目社長に就任する。この1980年代の副社長時代にシリアル市場への参入を画策し、のちのフルグラのメガヒットに繋がった。
1992年、長兄・聰の後を受け3代目社長に就任する。社長時代に開発から発売までに至った商品の中でメガヒットしたのがじゃがりこである。松尾はバブル崩壊後の不景気で先が見えない中でのヒットに、ようやく社長として一息つけた気がした、と後に回想している。
ただカルビーでは2000年代前半、ポテトチップスへの異物混入、じゃがりこへの未承認GMOの混入など、食の安全に関わる事故が続出した。2005年カルビーポテトが植物防疫法違反により書類送検、これらの責任をとる形でカルビー社長を辞任、会長に退いている。なお次の社長（4代目）は中田康雄が就任している。

### カルビー改革
2005年松尾雅彦は社長退任後ビクトリア島のホテルに滞在、帰国後40度を超える熱をだして死線をさまよい、闘病は3ヶ月に及んだ。体調回復した後、カルビーの戦略を変える時期だと思い始めた。2006年相談役就任。
カルビーは創業当初から同族経営が続き、父・孝が死去し松尾雅彦が社長を退任した後も松尾家（聰・康二・雅彦の3兄弟）は取締役として経営に関わっていた。またカルビーは当初から非上場企業であった。カルビーでは1980年代から国内シリアル市場を巡って海外企業との間で競争、そして提携の話が挙がっては消えており、父・孝は「会社を上場させないと駄目になる」と言っていたという。ただ松尾雅彦は他社に飲み込まれず松尾家で経営を続けれられないか考えていた。そこへ2005年松尾雅彦は社長退任した後に闘病によりカルビーから一歩離れたことで考えを改め、同族経営をやめ、株式上場を目指し、外資との提携、経営者の外部招集を考え始めた。
2009年カルビーはペプシコと業務・資本提携を締結、ペプシコがカルビーの発行済み株式を20%取得し、これに伴い創業者一族の松尾家は経営から退くことになった。なお会長兼CEOには松本が、社長（五代目）兼COOに生え抜きの伊藤秀二が就任し、東証一部上場も2011年に達成している。
このことは大企業の同族経営脱却と経営者の外部招聘の好例として紹介されている。2009年から役員待遇のない相談役としてカルビーに席をおいていた。

### スマート・テロワール
「スマート・テロワール」とは、賢い・無駄のないなどの意味を持つ「スマート」を「テロワール」に足した造語で、「地方都市を含む広域の農村自給圏」を意味し、県・地域の枠組み内で農家・加工業者・消費者が循環システムを構築する構想である。
それを提唱するに至った問題を2つ挙げている。1つは、フランスの最も美しい村をモデルとして松尾自身が設立に携わったNPO法人日本で最も美しい村連合での活動の中で、フランス版のほうは人口増加に繋がっていたが日本版への参加自治体の多くは人口増加が起こらなかったとわかり、根本的な解決を経営視点で模索し始めた。もう1つは、カルビーポテトチップス発売当初から始まったジャガイモの契約栽培がこの頃になると思わしくない状況に陥ったため原因を探索すると、国内のジャガイモ・大豆や小麦の1反当たり収穫量が他の先進国に比べて半分しかないのがわかり、その改善を模索した。同じ頃、山形県飯豊町が将来構造について懸賞論文を募集、ここで松尾は構想を提案、2014年その構想をスマートテロワールとして著書にまとめた。
これを素に一般社団法人スマート・テロワール協会を設立、その会長を務めた。2016年山形大学農学部を中心とした庄内地域で「庄内スマート・テロワール構想」が立ち上がり、2017年には長野県で「地域食糧自給圏構築」が始まった。現在は中田康雄が引き継いでいる。
山形大学や帯広畜産大学に松尾個人での寄付講座を開設している。2016年山形大学客員教授、同年長野県食の地産地消アドバイザーに就任している。2017年福島大学農学群食農学類設置協力会議顧問も務めた。
病気療養中のところ、2018年2月12日午後0時33分に死去。76歳没。

## 著書
- 松尾雅彦. 浅川芳裕. ed. 『スマート・テロワール　農村消滅論から大転換』. 学芸出版社 2020年12月8日閲覧。